# Krutmöllan
Krutmöllan är en tidigare kvarnbyggnad vid Kävlingeån strax öster om Kävlinge.
Kvarnrörelse har bedrivits på platsen sedan 1600-talet och under en kort period omkring 1660 tillverkades krut i möllan. Den omvandlades till mjölkvarn och 
övergick i privat ägo 1811. Kvarnen utökades med fler kvarnstenar och 1835 uppfördes en holländare och senare en grynkvarn på platsen.
Anläggningen består idag av tre stora kvarnbyggnader i korsvirke och tegel med både kvarnstenar och valskvarnar. I nära anslutning till dessa finns bostadshus, magasin och ekonomilängor. Byggnaderna är till övervägande del från decennierna kring 1800-talets mitt.
Bron är från 1830-talet.

## Slaget vid Lund
Slaget vid Lund utkämpades den 4 december 1676. Den första drabbningen skedde strax utanför Norreport i Lund på förmiddagen. Där fick den svenska arméns vänsterflygel övertag över den danska arméns högerflygel, varefter danskarna flydde norrut i riktning mot det av danskarna besatta Landskrona slott. Danskarna hade tidigare bränt broarna över Kävlingeån och sökte sig till att ta sig över ån på isen omkring 500 meter öster om Krutmöllan. En svensk enhet hade förföljt danskarna och kom ikapp dem söder om ån, varefter det blev en kaotisk drabbning sent på förmiddagen. Isen var där för svag att bära så mycket trupp, och många danska soldater drunknade på flykt i ån.